# Santo André do Vale (título cardinalício)
O Título cardinalício de Santo André do Vale (em latim: S. Andreæ Apostoli de Valle) foi instituido pelo Papa João XXIII em 12 de março de 1960, pela constituição apostólica Quandoquidem. Sua igreja titular é a Basílica de Sant'Andrea della Valle.

## Titulares protetores
- Luigi Traglia (1960-1968)
- Joseph Höffner (1969-1987)
- Giovanni Canestri (1988-2015)
- Dieudonné Nzapalainga (desde 2016)